# 翰林院
翰林院（かんりんいん、満州語：bithei yamun）は、唐代中期以降、主に詔書の起草に当たった役所のことをいう。唐の玄宗が開元26年（738年）に設けた翰林学士院がその起源で、元代には国史院と統合されて、翰林国史院と呼ばれていたが、明代には旧に復した。大順では弘文館と呼ばれた。
清代では、いわば皇帝直属の秘書室となり、書物の編纂、詔勅の起草などを行った。貯才の地ともいわれ、有為な人材を確保し、勉強や実務の見習をさせ、必要があるときに中央官庁や地方の要職に任命する。
学問や政治の最高の人材が揃うという共通点もあり、Academy（アカデミー）の訳語としても使われることがある。

## 概要
科挙の殿試に合格した者のうち、第1位の状元は翰林院修撰、第2位の榜眼と第3位の探花は「第一甲」と称され、翰林院編修という書記に無条件で採用されるが、その他の者（「第二甲」・「第三甲」）は翰林院主催の朝考の試験結果によって庶吉士に任じられて翰林院に残ることができる。朝考の出題は時代によって異なるが、論（論文）、詔（皇帝の詔勅の原案）、詩、疎（上奏文）の4題が出ることが多い。進士といえども、「第一甲」の3名と庶吉士以外は翰林院を出て内外の役職に任じられ、その多くは地方官に任じられていたが、すぐに地方に出てしまうとその後の出世が困難になるので、誰もが翰林院に残ることを希望したという。
博学宏詞科で推挙された学者や文人など在野の才人、棋（囲碁）の国手（名人）が任命される棋待詔、優れた書家や画家など琴棋書画に秀でた者は併設された「伎術院（ぎじゅついん）」に集められた。特に書画を担う翰林図画院はのち独立して皇帝直属の機関として運営されるようになった。

## 参考図書
- 宮崎市定『科挙』（中公新書、1963年）